# Julian Koch
Julian Koch (* 11. November 1990 in Schwerte) ist ein ehemaliger deutscher Fußballspieler und heutiger -trainer. Er wurde hauptsächlich als rechter Außenverteidiger eingesetzt, konnte aber auch als Innenverteidiger oder im defensiven Mittelfeld spielen.

## Spielerkarriere

### Jugend
Koch wurde in Schwerte geboren und zog nach wenigen Monaten mit seinen Eltern nach Dortmund. Hier spielte er im Stadtteil Hörde beim VfL. 2001 nahm er am „Tag der Talente“, ausgerichtet von der Jugendabteilung von Borussia Dortmund, teil und wurde daraufhin in diesen Verein übernommen. Dort durchlief er die Juniorenmannschaften und hatte schließlich in der Saison 2008/09 seinen ersten Einsatz im Seniorenbereich für Dortmunds zweite Mannschaft in der Regionalliga West. In diesem Team spielte er sich fest, obwohl er zu dieser Zeit noch für die A-Jugend hätte auflaufen dürfen.

### Borussia Dortmund
Nach dem Aufstieg der BVB-Reserve in die 3. Liga bestritt er am 25. Juli 2009 sein Profidebüt bei der 3:4-Auftakt-Niederlage seiner Mannschaft bei Wacker Burghausen, nachdem er die Vorbereitung teilweise mit der ersten Mannschaft absolviert hatte. Danach pendelte er zwischen Einsätzen im Drittligateam und der Ersatzbank der ersten Mannschaft, bis er am 6. März 2010 erstmals in der Bundesliga auflief. Beim 3:0-Heimsieg über Borussia Mönchengladbach ersetzte er in der 85. Minute Kevin Großkreutz. Am nächsten Spieltag wurde er noch einmal eingewechselt, danach aber weiter in der 3. Liga eingesetzt, in der er 24-mal auflief, mit seinem Verein aber als Tabellen-18. abstieg.

#### Leihe zum MSV Duisburg
Nach Saisonende verlängerte er seinen Vertrag um ein Jahr bis zum Sommer 2012 mit dem Ziel, zunächst in die 2. Bundesliga ausgeliehen zu werden, um dort Spielpraxis auf höherem Niveau sammeln zu können. So wurde er für die Spielzeit 2010/11 auf Leihbasis zum MSV Duisburg transferiert. Dort wurde er zunächst von seinen neuen Mitspielern in den Spielerrat gewählt und einen Tag später von Trainer Milan Šašić zum Stellvertreter des Kapitäns Srđan Baljak ernannt. In seinem ersten Ligaspiel für den MSV beim 3:1-Auswärtssieg beim VfL Osnabrück verursachte er zunächst einen Handelfmeter, der zum zwischenzeitlichen 1:1-Ausgleich führte, erzielte später aber durch einen Kopfball sein erstes Tor für seinen neuen Verein und die erneute Führung.
In der Winterpause wurde er vom kicker in dessen halbjährlicher Rangliste als bester Spieler der Liga in der Kategorie „Mittelfeld defensiv“ eingestuft. Die Redaktion betonte dabei, dass er auch in der Kategorie „Außenbahn defensiv“ die Spitzenposition innegehabt hätte, da er die erste Hälfte der Hinserie als Rechtsverteidiger spielte. In der Rückrunde blieb er weiterhin Teil der Stammformation und war so auch am Einzug ins Halbfinale des DFB-Pokals 2010/11 beteiligt.
Am 24. Spieltag der 2. Bundesliga im Auswärtsspiel bei Rot-Weiß Oberhausen verletzte er sich in der Anfangsphase schwer und zog sich einen Außenbandriss sowie einen Anriss des vorderen Kreuzbandes zu, was die Saison für ihn vorzeitig beendete. Auf Grund eines Kompartmentsyndroms drohte Koch vorübergehend die Amputation seines rechten Unterschenkels. Die Duisburger erreichten ohne ihn den 8. Tabellenplatz und das DFB-Pokal-Finale, das gegen den FC Schalke 04 mit 0:5 verloren wurde.

#### Rückkehr nach Dortmund
Nach seiner Rückkehr zu Borussia Dortmund fiel er die gesamte Saison 2011/12 aufgrund seiner Verletzung aus. So wurde er am Ende der Saison 2011/12 mit dem BVB zum ersten Mal in seiner Karriere Deutscher Meister, ohne eine Partie bestritten zu haben. Am 2. Mai 2012 wurde sein Vertrag beim BVB bis zum 30. Juni 2014 verlängert, da die Vereinsführung und der Trainer davon überzeugt waren, dass Koch nach seiner Verletzung wieder an seine alten guten Leistungen anknüpfen werde.

#### Zweite Leihe nach Duisburg
Koch wurde für die Saison 2012/13 erneut vom BVB an den MSV Duisburg verliehen. Er erhielt wie bei seiner ersten Leihzeit die Rückennummer zwei. Kurz vor Saisonbeginn wurde er wegen eines Meniskuseinrisses operiert. Am 27. Oktober 2012, also nach 609 Tagen ohne einen Spieleinsatz, gab er in der zweiten Mannschaft in der Regionalliga West im Heimspiel gegen die Sportfreunde Siegen (0:3) sein Comeback. Eine Woche später kam er auch in der ersten Mannschaft zum Einsatz.

### 1. FSV Mainz 05
In der Sommerpause 2013 verpflichtete der 1. FSV Mainz 05 Koch. Sein Vertrag lief bis 2017. Zudem sicherte sich der BVB eine Rückkaufoption.

#### Leihe zum FC St. Pauli
Im Januar 2015 wurde Koch bis Saisonende an den Zweitligisten FC St. Pauli verliehen.

### Fortuna Düsseldorf
Zur Saison 2015/16 wurde Koch von Fortuna Düsseldorf verpflichtet. Er erhielt einen bis 2018 laufenden Vertrag.

### Ferencváros Budapest
Im Januar 2017 verließ Koch die Fortuna und schloss sich dem ungarischen Erstligisten Ferencváros Budapest an. Bei den Ungarn wurde er in der Saison 2017/18 erst Pokalsieger und eine Spielzeit später Meister. Verletzungsbedingt kam Koch in der Meistersaison bei Ferencváros nur zu einem Einsatz.

### Nationalmannschaft
Koch wurde nach starken Leistungen in der zweiten Liga von Rainer Adrion für das Freundschaftsspiel der U-21-Nationalmannschaft am 11. Oktober 2010 gegen die Ukraine nominiert. Beim 2:1-Sieg stand er in der Startaufstellung und absolvierte sein erstes von zwei U-21-Länderspielen.

## Trainerkarriere

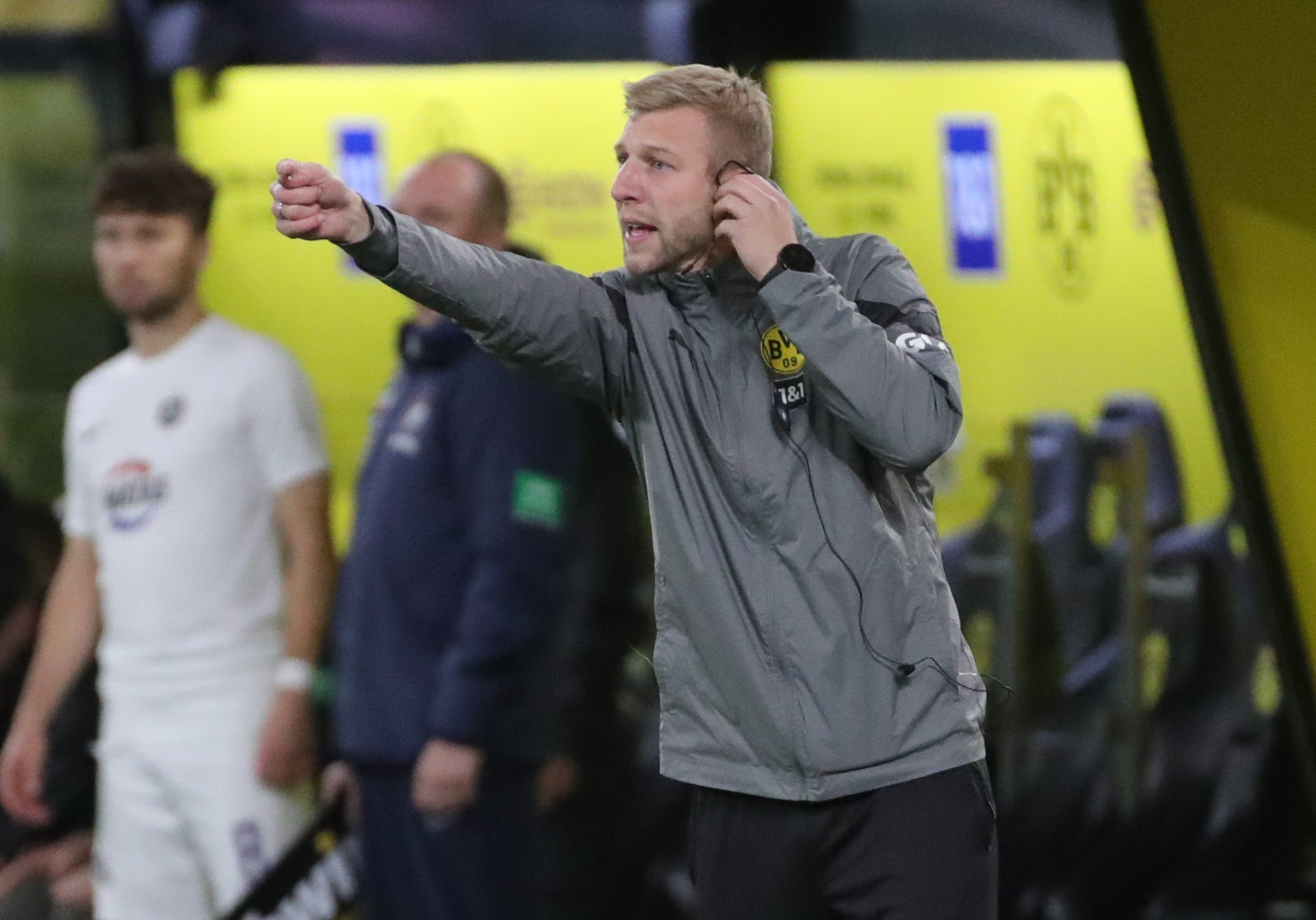
Koch als Co-Trainer von Borussia Dortmund II (2022)

Von 2019 bis 2022 stand Koch als Co-Trainer bei der U17 des VfL Bochum unter Vertrag. Parallel dazu lief er seit dem Ende seiner Profikarriere für seinen Jugendverein VfL Hörde in der Kreisliga B auf. Im September 2022 kehrte er zu Borussia Dortmund zurück und wurde Co-Trainer von Borussia Dortmund II unter Cheftrainer Christian Preußer.

## Titel und Erfolge
MSV Duisburg
- DFB-Pokal-Finalist (1): 2011

Borussia Dortmund
- Deutscher Meister (1): 2012 (ohne Einsatz)
- DFB-Pokal-Sieger (1): 2012 (ohne Einsatz)

Ferencváros Budapest
- Ungarischer Pokalsieger (1): 2018
- Ungarischer Meister (1): 2019

Auszeichnungen
- Tor des Monats Januar 2015[21][22]

## Persönliches
- Nach der 12. Jahrgangsstufe verließ Koch das Goethe-Gymnasium Dortmund und absolvierte parallel zu seiner sportlichen Karriere ein einjähriges Praktikum bei Borussia Dortmund im Rahmen seines Fachabiturs.